# Good Design Award
Il Good Design Award è un premio di disegno industriale assegnato dal Chicago Athenaeum: Museum of Architecture and Design e promosso dall'European Centre for Architecture Art Design and Urban Studies. Il riconoscimento viene assegnato ai prodotti maggiormente innovativi dell'anno, e i prodotti premiati vengono esposti in maniera permanente all'interno del Chicago Athenaeum.

## Storia
Il premio è stato ideato a Chicago nel 1950 da un'idea di Edgar Kaufmann Jr, curatore e fondatore del Museum of Modern Art  di Chicago, in collaborazione con gli architetti e designer Ray Eames, Russel Wright, George Nelson e Eero Saarinen.

## Il premio
La giuria, composta da professionisti ed esperti del settore, specialisti industriali e stampa specializzata, base le sue decisioni sugli stessi criteri originale del 1950, riguardo a innovazione, forma, materiali, costruzione, concept, funzione, utilità e sostenibilità, oltre che l'estetica.
Le categorie di prodotti prese in considerazione includono apparecchiature elettroniche e medicali, articoli da cucina e bagno, attrezzature sportive, casalinghi, elettrodomestici, grafica e packaging, illuminazione e ambienti urbani, materiali da costruzione, mobili, moda e tessuti, prodotti per ufficio, robotica e bionica, strumenti industriali, veicoli.

## Logo
Il logo, che consiste in un cerchio iscritto in un quadrato e recante la scritta GOOD DESIGN, è stato ideato dal grafico Mort Goldsholl. Attraverso una licenza speciale con il Museo, i produttori premiati sono invitati ad utilizzare il logo per apporlo sulle confezioni dei prodotti o utilizzarlo nelle comunicazioni di marketing e promozionali.